# Бра-д’Асс
Бра-д’Асс (фр. Bras-d'Asse, окс. Brasc d'Assa) — коммуна во Франции, находится в регионе Прованс — Альпы — Лазурный Берег. Департамент коммуны — Альпы Верхнего Прованса. Входит в состав кантона Мезель. Округ коммуны — Динь-ле-Бен.
Код INSEE коммуны — 04031.

## Население
Население коммуны на 2008 год составляло 498 человек.
| 1962 | 1968 | 1975 | 1982 | 1990 | 1999 | 2008 |
| ---- | ---- | ---- | ---- | ---- | ---- | ---- |
| 324  | 352  | 331  | 318  | 378  | 395  | 498  |

## Экономика
В 2007 году среди 286 человек в трудоспособном возрасте (15—64 лет) 193 были экономически активными, 93 — неактивными (показатель активности — 67,5 %, в 1999 году было 64,7 %). Из 193 активных работали 176 человек (87 мужчин и 89 женщин), безработных было 17 (8 мужчин и 9 женщин). Среди 93 неактивных 21 человек были учениками или студентами, 46 — пенсионерами, 26 были неактивными по другим причинам.

## Достопримечательности
- Старая церковь Сен-Никола-де-Мир (1657 год, реставрирована и расширена в 1836 году)
- Новая церковь Сен-Никола-де-Мир (1903—1905 годы)
- Церковь Нотр-Дам
- Часовня Св. Николая Крестителя (с 1908 года — в частном владении)

## Фотогалерея

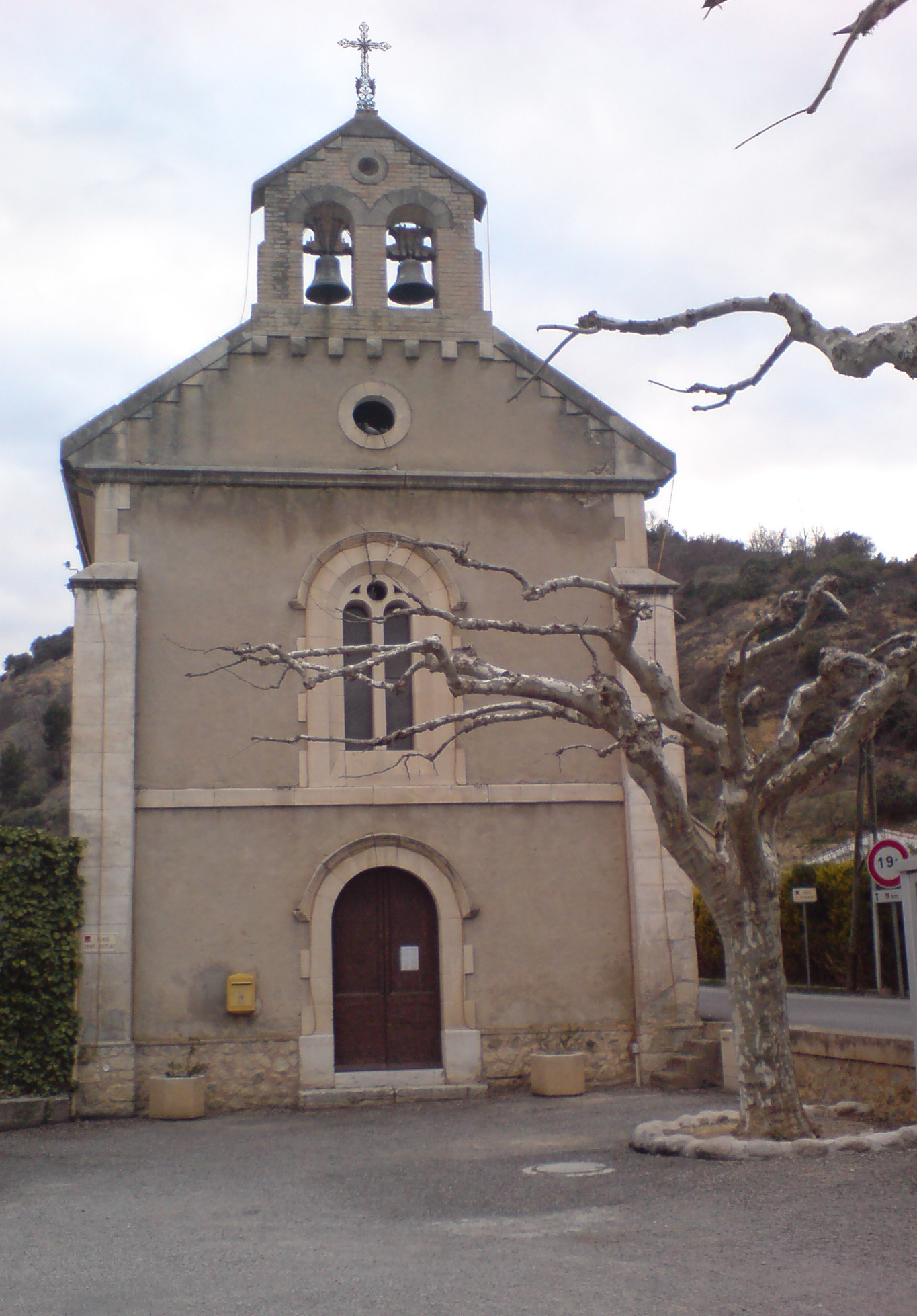
Церковь Сен-Никола
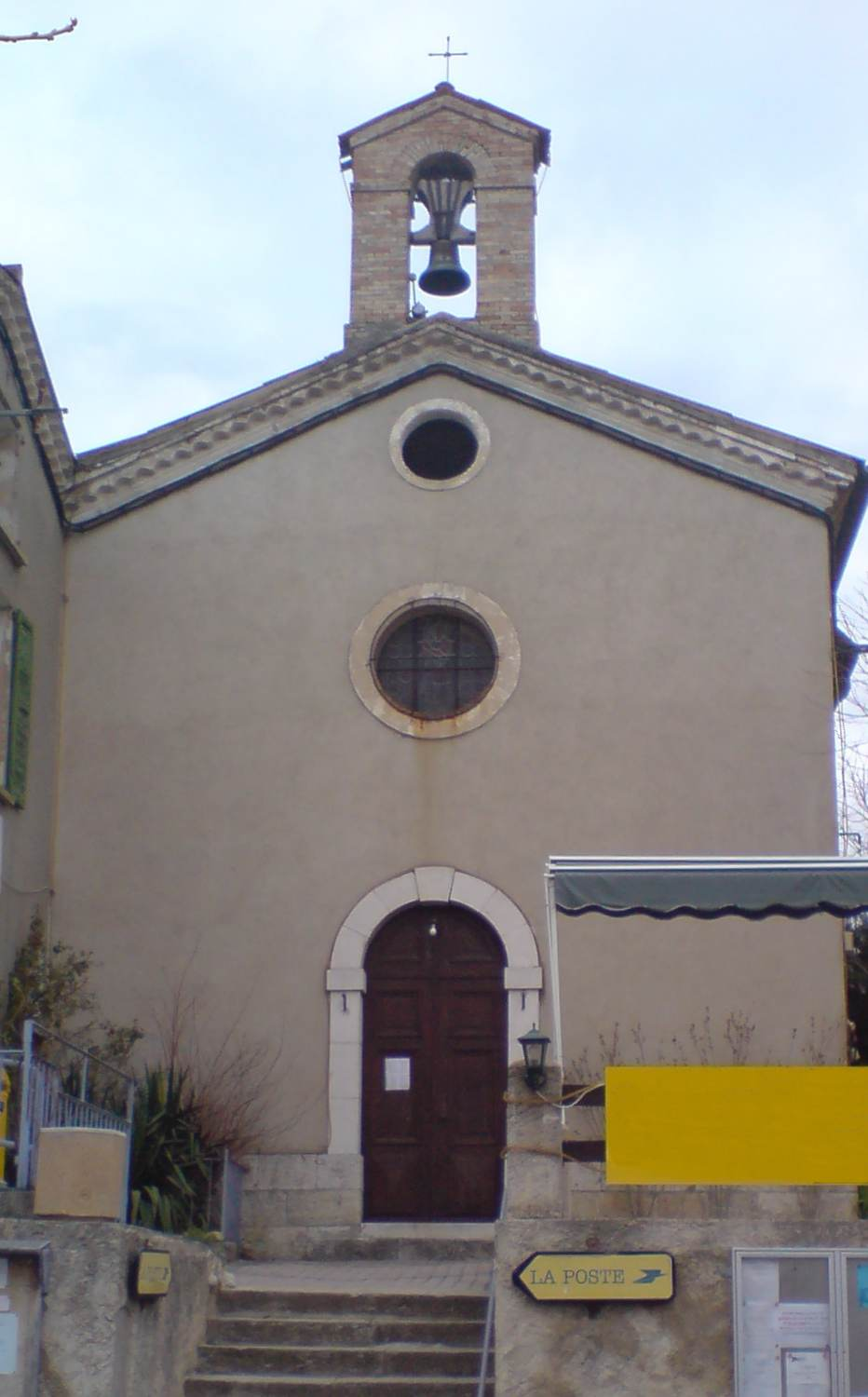
Церковь Нотр-Дам
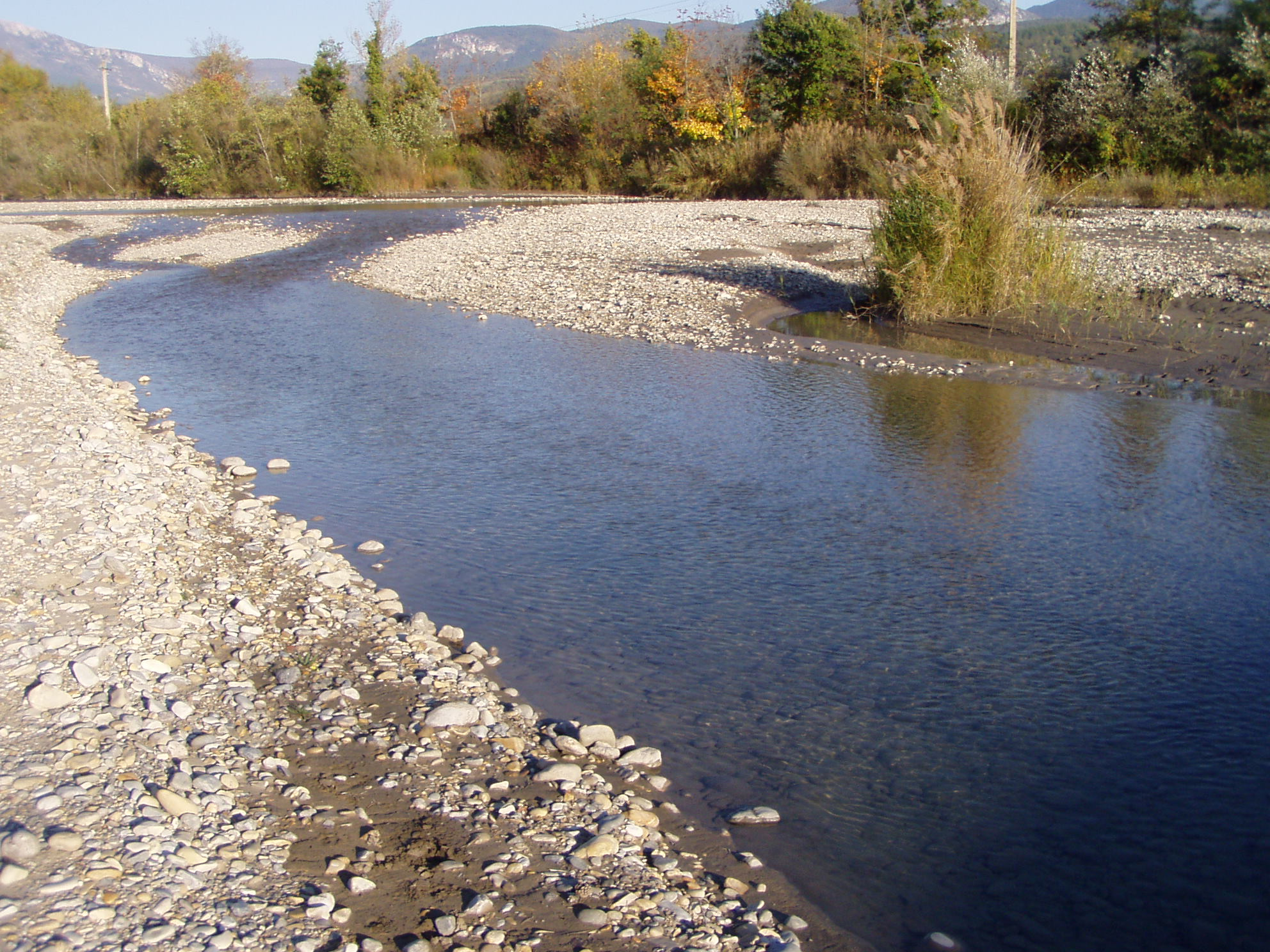
Река Асс